# Bellefontaine (Martinique)
Bellefontaine ist eine französische Gemeinde in Martinique. Sie liegt zwischen Le Carbet und Case-Pilote und gehört zum Arrondissement Saint-Pierre. Die Bewohner nennen sich Bellifontains.

## Geschichte
Die Gemeinde Bellefontaine wurde im Jahr 1950 durch Abtrennung aus der Gemeinde Case-Pilote gegründet. 2005 wechselte sie vom Arrondissement Fort-de-France zum Arrondissement Saint-Pierre.

### Bevölkerungsentwicklung
| Jahr      | 1961 | 1967 | 1974 | 1982 | 1990 | 1999 | 2006 | 2011 |
| --------- | ---- | ---- | ---- | ---- | ---- | ---- | ---- | ---- |
| Einwohner | 1547 | 1384 | 1616 | 1324 | 1527 | 1522 | 1469 | 1476 |

## Sehenswürdigkeiten
- Die Pfarrkirche Saint-Pierre-aux-Liens stammt aus dem Jahr 1962 und wurde von den Gemeindemitgliedern unter der Leitung des ehemaligen Sträflings Pierre Alaric und auf Initiative des Priesters Robillard errichtet. Sie ersetzte die alte Kirche, die sich unweit des Rathauses befand.[2]